# Saldubella diffusa
Saldubella diffusa är en tvåvingeart som beskrevs av James 1977. Saldubella diffusa ingår i släktet Saldubella och familjen vapenflugor. Inga underarter finns listade i Catalogue of Life.